# Cristela Alonzo
Cristela Alonzo (San Juan, 6 gennaio 1979) è una comica, attrice e produttrice cinematografica statunitense.

## Biografia
A 18 anni lasciò la casa per studiare teatro alla Webster University.
In seguito iniziò ben presto a lavorare facendo spettacoli comici e intraprese poi anche la carriera di sceneggiatrice e produttrice.
Nel 2017 ha lavorato come doppiatrice nel film d'animazione Cars 3.

## Filmografia

### Attrice

#### Cinema
- Panama Papers (The Laundromat), regia di Steven Soderbergh (2019)

#### Televisione
- Sons of Anarchy – serie TV, 1 episodio (2011)
- Lady Room Diaries – serie TV, 1 episodio (2012)
- The Book Club – serie TV, 2 episodi (2012)
- Hey It's Fluffy – serie TV, 5 episodi (2012-2014)
- Cristela – serie TV, 22 episodi (2014-2015)
- General Hospital – serial TV, 1 puntata (2015)

### Doppiatrice
- Angry Birds - Il film (Angry Birds - The Movie), regia di Clay Kaytis e Fergal Reilly (2016)
- Cars 3, regia di Brian Fee (2017)
- Cars 3: In gara per la vittoria (Cars 3: Driven to Win) – videogioco (2017)
- His Dark Materials - Queste oscure materie (His Dark Materials) – serie TV, 10 episodi (2019-2020)

## Doppiatrici italiane
Nelle versioni in italiano delle opere in cui ha recitato, Cristela Alonzo è stata doppiata da:
- Daniela Calò in Cristela

Da doppiatrice è sostituita da:
- Paila Pavese in Angry Birds - Il film
- Rossella Acerbo in Cars 3
- Gaia Bolognesi in His Dark Materials - Queste oscure materie